# Skopun

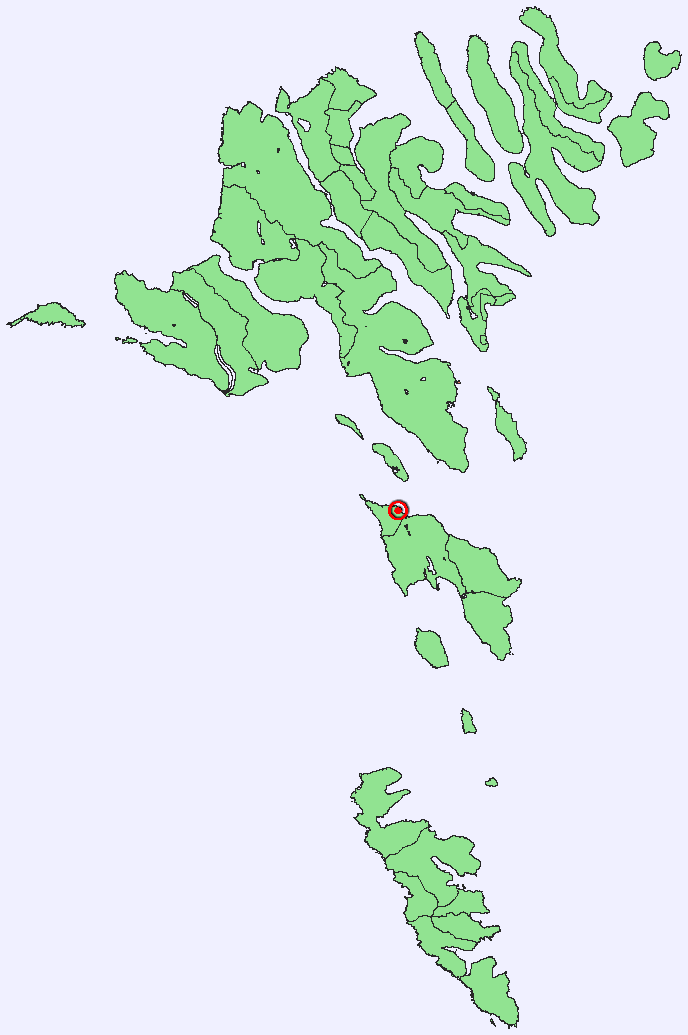
Lage von Skopun

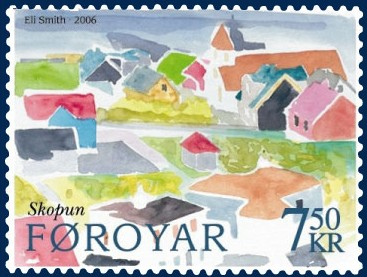
Briefmarke von 2006

Skopun [ˈskoːpʊn] (dänisch: Skopen) ist ein Ort der Färöer an der Nordküste der Insel Sandoy, wo die Meeresenge Skopunarfjørður die Insel von Streymoy und Hestur trennt.
- Einwohner: 507 (1. Januar 2007)
- Postleitzahl: FO 240
- Kommune: Skopunar kommuna

Die Kommune Skopun besteht aus diesem einen Ort. Es ist der zweitgrößte der Sandinsel. Durch seine Lage war es immer schon die Stelle, an der zur Hauptinsel Streymoy übergesetzt wurde. Früher gab es hier keine Siedlung, sondern nur ein Bootshaus mit Ruderboot.
Der eigentliche Ort wurde 1833 gegründet. Die Einwohner von Skopun besaßen kein eigenes Land, sondern lebten von der Fischerei. Das erklärt, warum die Häuser alle sehr dicht beieinanderliegen.
1897 wurde die Kirche aus dem Holz der alten Kirche von Vestmanna gebaut. 1918 entstand hier die erste Straße der Färöer, durch das Tal nach Sandur, dem Hauptort der Insel im Süden.

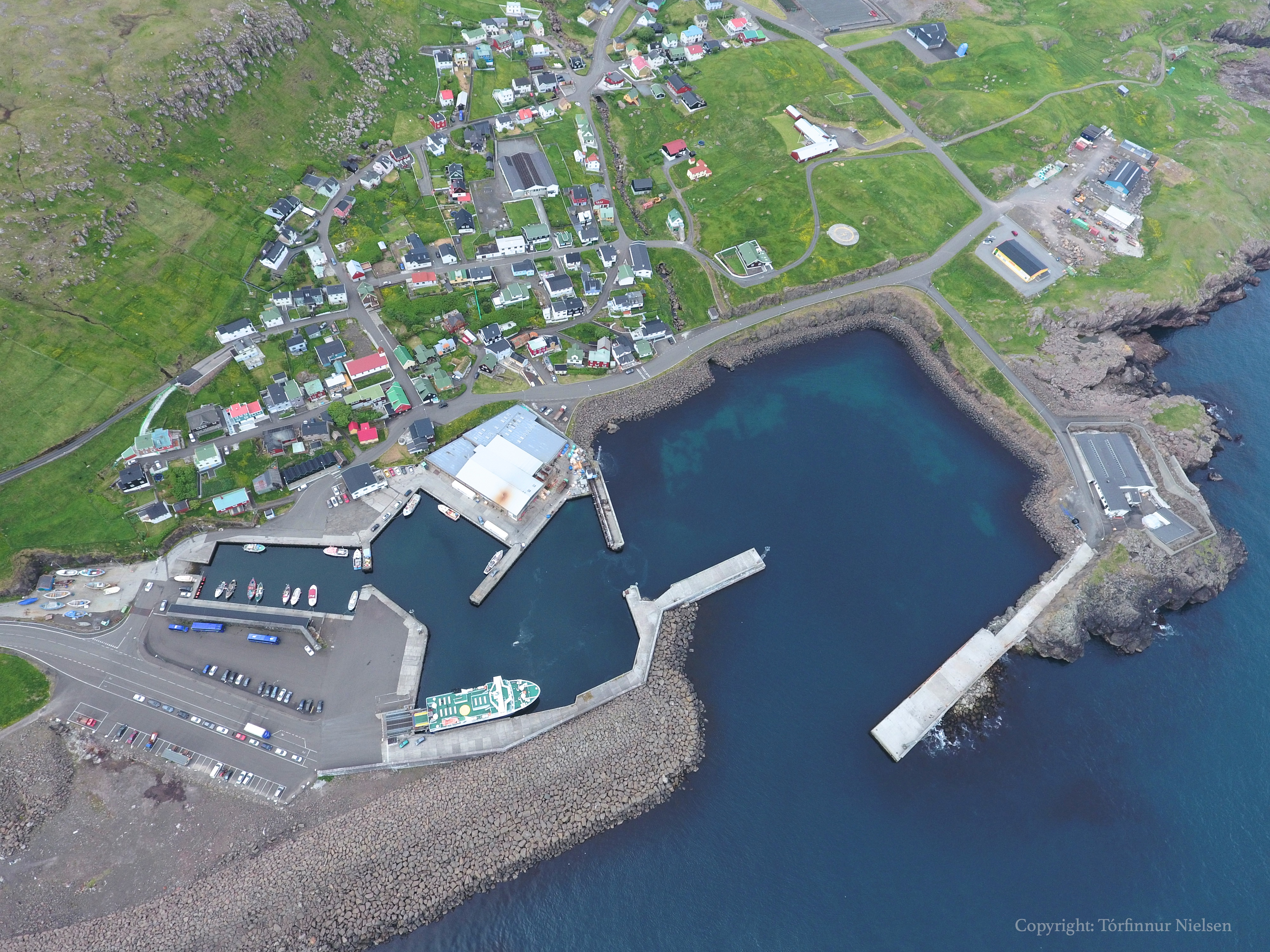
Hafen Skopun

Der Hafen von Skopun wurde 1926 gebaut. In der Folge wurde er immer weiter ausgebaut, bis er 1982 ein Tor erhielt, das bei hohem Seegang geschlossen werden kann, sodass das Hafenbecken verschont bleibt. Hier befindet sich eine Filetfabrik und die Fischereiflotte des Ortes.
Während zuvor die Autofähre nach Skopun von der Hauptstadt Tórshavn aus verkehrte, fuhr bis zur Eröffnung des Sandoyartunnilin im Dezember 2023 die Fähre Teistin vom 1991 errichteten Hafen Gamlarætt an der Südwestküste Streymoys aus.

## Persönlichkeiten
- Peter Mohr Dam (1898–1968), ehemaliger Ministerpräsident der Färöer